# Пітер Бойл
Пітер Бойл (англ. Peter Boyle; 18 жовтня 1935 — 12 грудня 2006) — американський актор.

## Біографія
Пітер Бойл народився 18 жовтня 1935 року в місті Норрістаун, штат. Пенсільванія. Батько Френсіс Ксавьє Бойл, мати Еліс Льюїс. У 1950-х сім'я переїхала до Філадельфії, де батько Пітера став працювати на телебаченні, був ведучим дитячого шоу під назвою «Обід з дядьком Пітом». Пітер навчався у приватному римсько-католицькому університеті Ла Саль. У 1959 році закінчив школу курсантів і вирушив служити на флот, але його військова кар'єра закінчилася через нервовий зрив. Згодом Бойл працював у Нью-Йорку поштовим службовцем і метрдотелем.
Акторській майстерності Бойла навчала театральний педагог Ута Хаген в Нью-Йорку. У кінці 1960-х почав зніматися у кіно. Грав у таких фільмах, як «Джо» (1970), «Молодий Франкенштейн» (1974), «Таксист» (1976), «Чужі краї» (1981), «Турок 182» (1985), «Червона спека» (1988), «Тінь» (1994) та серіалі «Усі люблять Реймонда» (1996—2005).
Пітер був одружений з Лорейн Альтерман Бойл з 21 жовтня 1977 року до своєї смерті, народилося двоє дітей. Помер від множинної мієломи і хвороби серця 12 грудня 2006 року в нью-йоркській лікарні.

## Фільмографія
| Рік       |    | Українська назва                     | Оригінальна назва                            | Роль                                                          |
| --------- | -- | ------------------------------------ | -------------------------------------------- | ------------------------------------------------------------- |
| 1966      | ф  | Група                                | The Group                                    | актор масовки (в титрах не ззаначений)                        |
| 1968      | ф  |                                      | The Virgin President                         | генерал Хіт                                                   |
| 1969      | ф  |                                      | Medium Cool                                  | менеджер магазину зброї                                       |
| 1970      | ф  |                                      | Joe                                          | Джо Керран                                                    |
| 1971      | ф  |                                      | T.R. Baskin                                  | Джек Мітчелл                                                  |
| 1972      | ф  |                                      | The Candidate                                | Марвін Лукас                                                  |
| 1973      | ф  |                                      | The Friends of Eddie Coyle                   | Діллон                                                        |
| 1974      | ф  |                                      | Crazy Joe                                    | Джо                                                           |
| 1974      | ф  | Молодий Франкенштейн                 | Young Frankenstein                           | чудовисько Франкенштейна                                      |
| 1976      | ф  | Таксист                              | Taxi Driver                                  | «Чаклун», таксист                                             |
| 1976      | ф  |                                      | Swashbuckler                                 | Лорд Дюрант                                                   |
| 1978      | ф  | Кулак                                | F.I.S.T                                      | Макс Грехем                                                   |
| 1978      | ф  | Пограбування Брінкса                 | The Brink's Job                              | Джо Макгінніс                                                 |
| 1981      | ф  | Чужа земля                           | Outland                                      | Марк Шеппард                                                  |
| 1985      | ф  | Турок 182                            | Turk 182!                                    | детектив Раян                                                 |
| 1988      | ф  | Червона спека                        | Red Heat                                     | комісар Лу Доннеллі                                           |
| 1991      | ф  | Кікбоксер 2: Дорога назад            | Kickboxer 2: The Road Back                   | Джастін Масіч                                                 |
| 1992      | ф  | Медовий місяць у Лас-Вегасі          | Honeymoon in Vegas                           | Орман                                                         |
| 1992      | ф  | Малколм Ікс                          | Malcolm X                                    | капітан Грін                                                  |
| 1994—1995 | с  | Поліція Нью-Йорка                    | NYPD Blue                                    | Ден Брін (5 серій)                                            |
| 1994—1995 | с  | Лоїс і Кларк: Нові пригоди Супермена | Lois & Clark: The New Adventures of Superman | Білл Черч (2 серії)                                           |
| 1994      | ф  | Тінь                                 | The Shadow                                   | водій Мо                                                      |
| 1994      | ф  | Санта Клаус                          | The Santa Clause                             | містер Вайт                                                   |
| 1995      | с  | Цілком таємно                        | The X-Files                                  | Клайд Бракман (Епізод: "Останній відпочинок Клайда Бракмана") |
| 1995      | ф  | Поки ти спав                         | While You Were Sleeping                      | Окс Каллаган                                                  |
| 1996—2005 | с  | Усі люблять Реймонда                 | Everybody Loves Raymond                      | Френк Берон (210 серій)                                       |
| 1997      | ф  |                                      | That Darn Cat                                | Па                                                            |
| 1998      | ф  | Особина 2                            | Species II                                   | доктор Герман Кромвелл (в титрах не зазначений)               |
| 1998      | ф  | Доктор Дулітл                        | Dr. Dolittle                                 | Келловей                                                      |
| 2001      | ф  | Бал монстрів                         | Monster's Ball                               | Бак Гротовські                                                |
| 2002      | мф | Котяча вдячність                     | 猫の恩返し                                   | Мута / Ренальдо Мун (дубляж)                                  |
| 2002      | ф  | Пригоди Плуто Неша                   | The Adventures of Pluto Nash                 | Ровленд                                                       |
| 2002      | ф  | Санта-Клаус 2                        | The Santa Clause 2                           | отець Тайм                                                    |
| 2004      | ф  | Скубі-Ду 2: Монстри на волі          | Scooby-Doo 2: Monsters Unleashed             | старий Віклз                                                  |
| 2006      | ф  | Санта-Клаус 3                        | The Santa Clause 3: The Escape Clause        | отець Тайм                                                    |
| 2008      | ф  |                                      | All Roads Lead Home                          | Пуві                                                          |